# Coronation Street
Coronation Street (često se naziva Corrie) je britanska sapunica koju je stvorila Granada Television i prikazivana na ITV-u od 9. prosinca 1960. Program se fokusira na ulicu Coronation Street u izmišljenom gradu Weatherfieldu. U izmišljenoj povijesti emisije ulica je sagrađena 1902. godine i nazvana u čast krunidbe kralja Edvarda VII. 
Serija se obično emitira šest puta tjedno: ponedjeljak, srijeda i petak 7:30–8:30 sati poslijepodne i 8:30–9:30 sati. Od 2017. na televiziji ITV3 tjedno se emitira deset uzastopnih klasičnih epizoda serije od 1986. nadalje. Program je 1960. godine osmislio scenarist Tony Warren na Granada Televiziji u Manchesteru. Warrenov prvobitni prijedlog odbio je osnivač postaje Sidney Bernstein, ali producent Harry Elton nagovorio ga je da producira program za 13 pilot epizoda. U roku od šest mjeseci od prvog prikazivanja emisije postao je najgledaniji program na britanskoj televiziji, a sada je značajan dio britanske kulture.
Coronation Street proizvodi ITV Granada u MediaCityUK-u i prikazuje se u svim ITV regijama, kao i u inozemstvu. Dana 17. rujna 2010. postala je svjetska televizijska sapunica koja se najduže prikazuje i uvrštena je u Guinnessovu knjigu rekorda. Dana 23. rujna 2015., Coronation Street emitirana je uživo u znak obilježavanja šezdesete obljetnice ITV-a. 
Coronation Street je poznata po prikazu prizemne radničke zajednice u kombinaciji s laganim humorom i snažnim karakterima.  Emisija trenutno ima prosječno sedam milijuna gledatelja po epizodi.